# Richard Hansen (Politiker)
Richard Hansen (* 2. August 1887 in Kiel; † 5. September 1976 ebenda) war ein deutscher Politiker und Parteifunktionär der SPD. Hansen war von 1925 bis 1933 Mitglied im Provinziallandtag von Schleswig-Holstein und von 1930 bis 1933 stellvertretendes Mitglied im Preußischen Staatsrat. Ab 1947 bis 1959 war er Geschäftsführer der SPD-Landtagsfraktion von Schleswig-Holstein.

## Leben

### Kaiserreich bis zur Weimarer Republik
Hansen arbeitete zunächst als Werftarbeiter bei der Kaiserlichen Werft in Kiel. 1906, mit 19 Jahren, wurde er Gewerkschaftsmitglied und ein Jahr später Mitglied der SPD, wo er bis 1914 als Kassierer tätig war. Den Ersten Weltkrieg erlebte er als Sanitäter an der Front. 1918 wurde er Mitglied im Arbeiterrat in Kiel.
Hansen war 1920 als Leiter der Arbeiterwehr aktiv an der Niederschlagung des Kapp-Putsches beteiligt und wurde noch im gleichen Jahr hauptamtlicher Unterbezirkssekretär für den zweiten Bezirk Schleswig-Holstein in Kiel sowie zum Mitglied des Bezirksvorstandes der SPD gewählt. 1924 gehörte Hansen zu den Mitbegründern des Reichsbanners Schwarz-Rot-Gold, nachdem er bereits zuvor als Leiter der sozialdemokratischen Schutzformation Vereinigung Republik angehörte und später der Eisernen Front. Für das Reichsbanner übernahm er selbst die Gauführung in Schleswig-Holstein bis 1933. Anfang 1933 wählte man ihn auch in den Reichsvorstand.
Ab 1925 bis 1933 war Hansen Stadtverordneter von Kiel und wurde als solcher 1925 in den Provinziallandtag von Schleswig-Holstein gewählt, dem er bis 1933 angehörte. 1928 wurde er außerdem zum stellvertretenden Mitglied im Preußischen Staatsrat berufen, bei den Wahlen am 10. April 1933 aber nicht wiedergewählt. Beim Parteitag der SPD 1931 in Leipzig war er Delegierter von Schleswig-Holstein. Anfang 1933 wurde er noch zum Stellvertreter des SPD-Ortsvorsitzenden Otto Eggerstedt gewählt.

### Nationalsozialismus und Exil
Bei den Wahlen am 12. März 1933 zum Schleswig-Holsteinischen Provinziallandtag wurde Hansen zusammen elf weiteren SPD-Abgeordneten gewählt, an der konstituierenden Sitzung am 10. April nahmen sie schon nicht mehr teil. Hansen versuchte nach der Machtübernahme der Nationalsozialisten mit anderen Parteimitgliedern von Hamburg aus die Arbeit der SPD aufrechtzuerhalten. In Flensburg, vermutlich auf der Flucht nach Dänemark, wurde er von SA-Leuten erkannt, konnte aber entkommen. Ende Mai bzw. Anfang Juni emigrierte er nach Dänemark, wo Hansen als Leiter des Grenzsekretariats der Sopade zahlreichen Parteifreunden die Flucht nach Skandinavien ermöglichte. Seit dieser Zeit hatte er enge Beziehungen zur dänischen Sozialdemokratie.
Von Dänemark aus übernahm Hansen die Koordinierung des Widerstandes in Schleswig-Holstein, Hamburg und Pommern, so unter anderem die Verbreitung von Druckschriften wie der Parteizeitung Vorwärts. Zu seinen Kontaktleuten in Kiel gehörten Hans Schröder und Emil Sandholz. Anfang April 1937 verlor er die Deutsche Staatsbürgerschaft, die ihm von Deutschland aberkannt wurde. Bei der Besetzung Dänemarks durch deutsche Truppen am 9. April 1940 entkam er nur knapp in das neutrale Schweden. In Schweden unterhielt er über die Internationale Transportarbeiter-Föderation Kontakte zum Britischen Geheimdienst. Vermutlich auf Druck der Deutschen Behörden, die seine Auslieferung forderten, wurde die schwedische Regierung veranlasst, Hansen 1941 über Wladiwostok und Manila nach Los Angeles in die USA ausreisen zu lassen. Er lebte zunächst im Mittelwesten und arbeitete später, ab 1943, als Schiffbauer in New York City. Hansen gehörte der German Labour Delegation in USA an, deren Sekretär sein Parteigenosse Rudolf Katz war. Ostern 1945 war er Mitunterzeichner der Erklärung zur Deutschlandfrage der German Labour Delegation What was done with germany.

### Rückkehr nach Deutschland
Nach dem Ende des Zweiten Weltkrieges ging Hansen Anfang 1946 erneut nach Stockholm, wo auch seine Familie inzwischen lebte. Dort wurde er Vorstandsmitglied im Hilfskomitee für deutsche und staatenlose Opfer der Konzentrationslager. Seine Rückkehr nach Deutschland gestaltete sich allerdings schwierig. Hinderlich war nicht nur das fehlen der alten Netzwerke, es gab auch Vorwürfe einiger SPD-Emigranten aus Skandinavien, er sei bei dem deutschen Überfall auf Dänemark unvorbereitet gewesen und hätte die Emigrierten dort ihrem Schicksal überlassen. Auch seine als unkritisch wahrgenommene Haltung zur Politik der SPD während der Weimarer Republik wurde bemängelt. Im Sommer 1946 gelang es ihm, brieflich Kontakt mit dem Ortsvorstand in Kiel aufzunehmen. Man plante seine Rückkehr, konnte ihm aber keinen Arbeitsplatz nachweisen.
Nachdem der Ortsverein Rendsburg einen Antrag an den Bezirksparteitag der SPD stellte, der Anfang Juni 1947 in Bad Segeberg stattfand, konnte ihm die Rückkehr ermöglicht werden. Im September 1947 traf er in Kiel ein, zunächst mit einer Aufenthaltsgenehmigung für ein halbes Jahr. Doch auch der Kieler Oberbürgermeister und SPD-Mitglied Andreas Gayk konnte seine Partei nicht überzeugen, Hansen zum Kieler Parteisekretär zu wählen.
Erst 1948 kehrten Richard Hansen und seine Familie endgültig nach Kiel zurück. Er arbeitete nun als Geschäftsführer der SPD-Landtagsfraktion im Schleswig-Holsteinischen Landtag, vermittelte Referenten und organisierte Parteiversammlungen. Er war aber auch als Berater für den Landesverband die Arbeitsgemeinschaft ehemals verfolgter Sozialdemokraten tätig, die er bis 1959 in zahlreichen Wiedergutmachungsverfahren erfolgreich unterstützen konnte. Später übernahm er selbst den Bezirksvorsitz der AG, als Nachfolger von Hans Schröder. Ende 1958 mit 71 Jahren, trat er in den Ruhestand. 1963 erhielt er das Bundesverdienstkreuz.
Richard Hansen starb am 5. September 1976, im Alter von 89 Jahren, in seiner Geburtsstadt Kiel. Er war seit 1923 mit Lisa Meitmann (1902–1976), der Schwester von Karl Meitmann, verheiratet. Seine Frau war selbst auf kommunaler Ebene tätig, unter anderem war sie mehrmals Mitglied der Kieler Ratsversammlung und Vorsteherin des Stadtkloster Kiel, eines gemeinnützigen Vereins zum Betrieb von Alten- und Pflegeheimen. Das Paar hatte zwei Kinder, die Tochter Sonja (* 1924) und den Sohn Richard (* 1925).